# 楊宗燁
楊宗燁（英語：Yang Tsung-Yeh，1994年12月17日—）是台灣男子跆拳道運動員。楊宗燁家中開設了跆拳道道館，他因此開始練習跆拳道。國中獨自一人前往韓國訓練，由於其父親對其嚴厲，大一時離家出走放棄跆拳道，後來因一首歌讓他決心回家。他代表台灣拿下2017台北世界大學運動會男子74公斤以下銅牌。在同年，他也拿下世界大滿貫海選男子80公斤以下銅牌，取得年終冠軍賽資格，成為我國歷史上第一位出戰跆拳道大滿貫賽的台灣選手。在2018年，他在德國公開賽男子87公斤以下擊敗2017年的德國世界冠軍選手，並獲得金牌 。

## 生平
2017年參加台北世大運，與劉威廷、黃鈺仁、何嘉欣代表中華隊在跆拳道男子團體賽奪得銀牌。2018年8月參加雅加達巨港亞運，在男子80公斤以上級項目八強賽不敵約旦選手Hamza Kattan，止步8強。

## 外部連結
- 楊宗燁的Instagram帳戶